# Río Verde (vattendrag i Ecuador, Tungurahua)
Río Verde är ett vattendrag i Ecuador.   Det ligger i provinsen Tungurahua, i den centrala delen av landet, 130 km söder om huvudstaden Quito.